# Kerr County
Das Kerr County ist ein County im Bundesstaat Texas der Vereinigten Staaten. Das U.S. Census Bureau hat bei der Volkszählung 2020 eine Einwohnerzahl von 52.598 ermittelt. Der Sitz der County-Verwaltung (County Seat) befindet sich in Kerrville.

## Geographie
Kerr County liegt 80 Kilometer südlich des geographischen Zentrums von Texas und hat eine Fläche von 2869 Quadratkilometern, wovon 4 Quadratkilometer Wasserfläche darstellen. Es grenzt im Uhrzeigersinn an Kimble County, Gillespie County, Kendall County, Bandera County, Real County und Edwards County.

## Geschichte
Bereits rund 8000 v. Chr. siedelten erste indigene Völker in diesem Gebiet, darunter auch Kiowas, Comanchen und Lipan-Apachen, die die Region im Laufe ihrer Geschichte als Jagdgründe nutzen.
Am 20. April 1842 gründete sich im hessischen Biebrich der Mainzer Adelsverein, mit dem Ziel, die Einwanderung von Deutschen nach Texas zu fördern. Am 26. Juni 1844 verkaufte Henry Francis Fisher seinen Anteil an einer staatlichen Landzuteilung an den Adelsverein, kurz bevor die Vereinigten Staaten am 29. Dezember 1845 Texas annektierten.
Das Kerr County wurde 1856 aus Teilen des Bexar County gebildet. Benannt wurde es nach James Kerr, einem frühen Kolonisten und Soldaten in der texanischen Revolution und späterem Kongress-Mitglied der Republik Texas.
Sechs Bauwerke und Stätten im County sind im National Register of Historic Places („Nationales Verzeichnis historischer Orte“; NRHP) eingetragen (Stand 25. November 2021), darunter das Masonic Building und die Charles Schreiner Mansion.
Bei einer Sturzflut des Guadalupe River in den frühen Morgenstunden am 4. Juli 2025 kamen im Kerr County mindestens 121 Menschen ums Leben, darunter mindestens 28 Kinder in einem Ferienlager. Die Überflutungsgefahr sei in der Region bekannt gewesen, ein Warnsystem mit Sirenen habe es jedoch aus Kostengründen nicht gegeben. Der National Weather Service gab an diesem Tag mehrere Warnung über IPAWS heraus; lokale Behörden warnten an diesem Morgen nicht selbst über IPAWS, sondern verwendeten ein begrenzteres Warnsystem, CodeRED genannt, das telefonische Nachrichten an Abonnenten verschickt.

## Demografische Daten

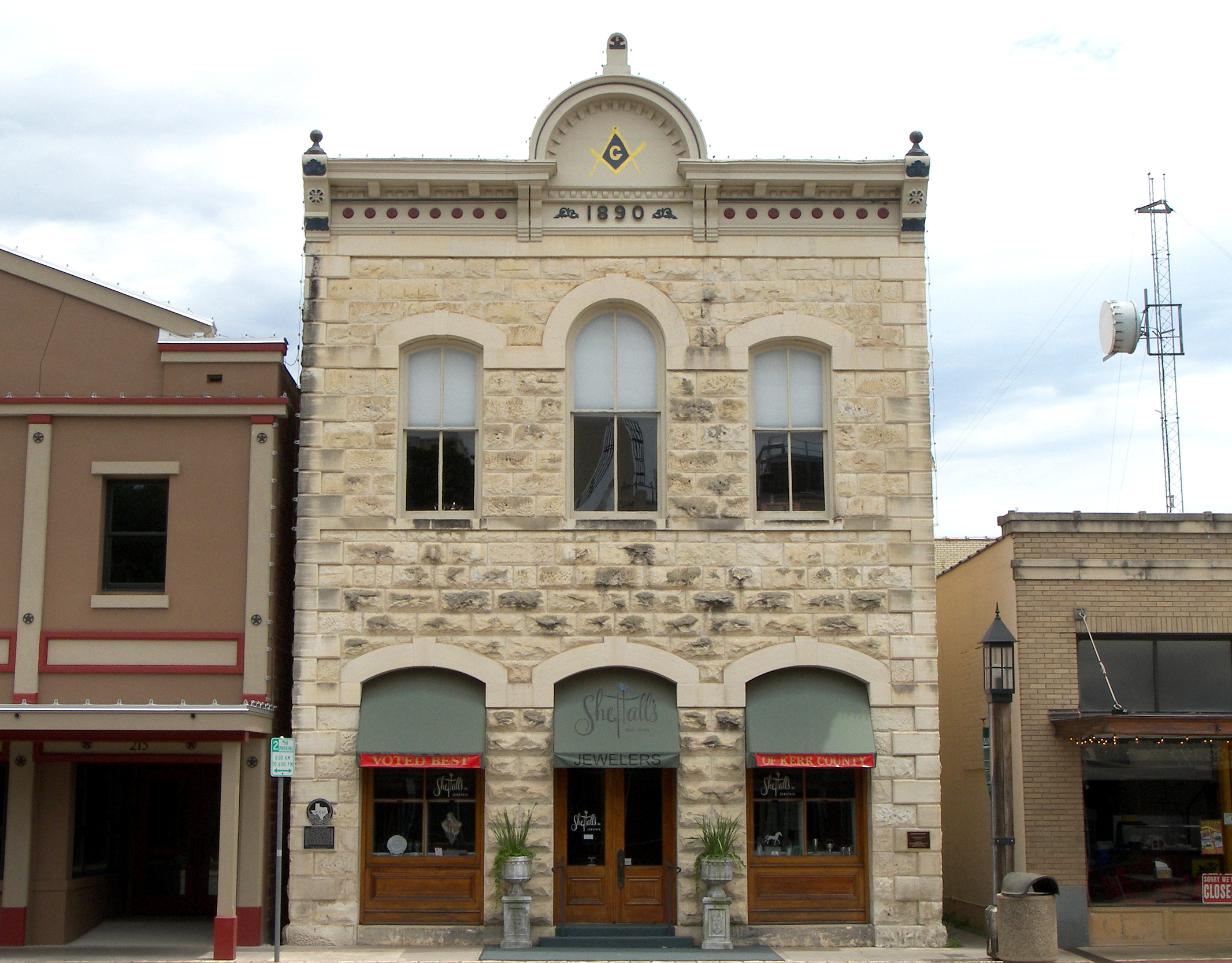
Das Masonic Building, gelistet im NRHP mit der Nr. 84001903

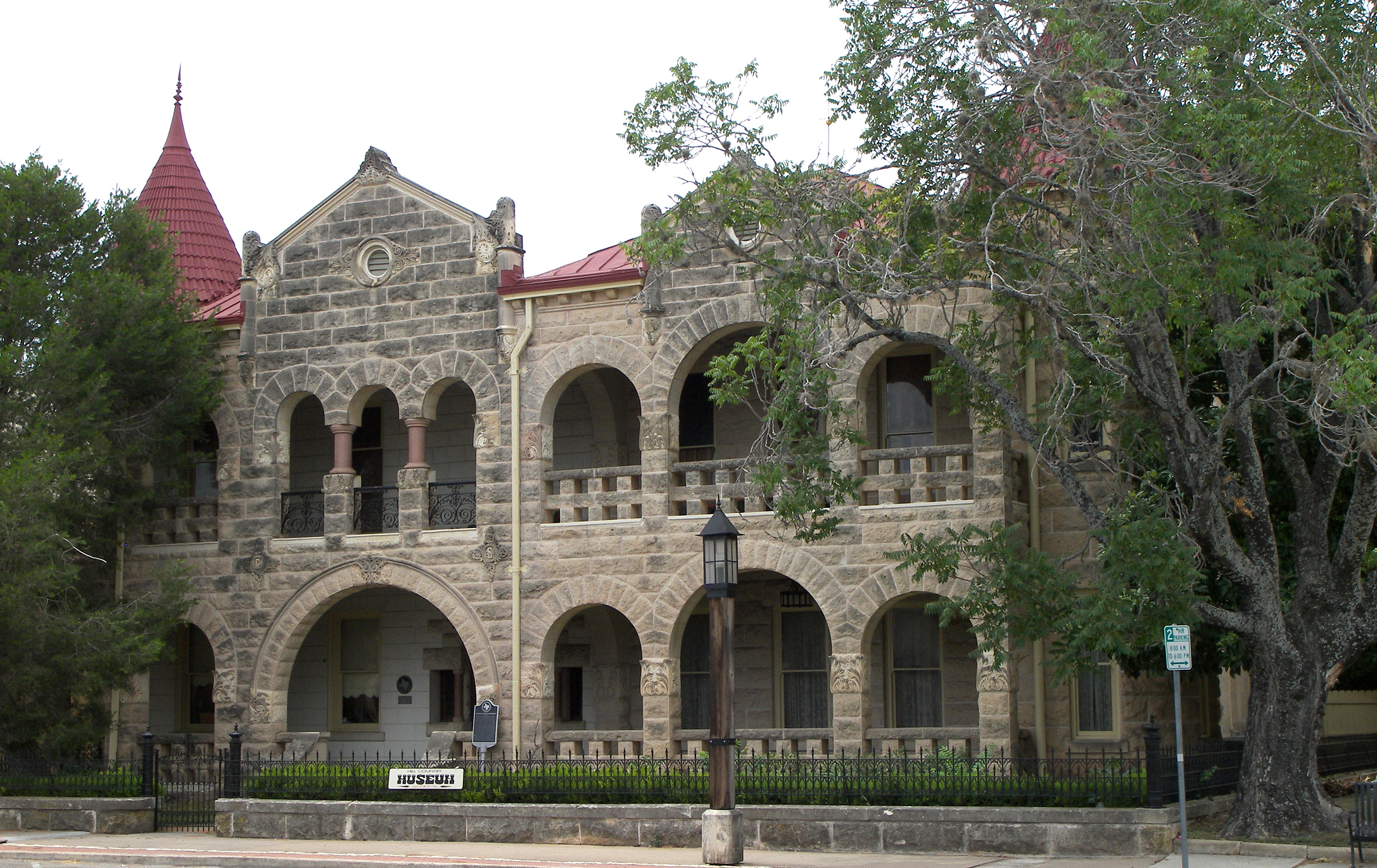
Charles Schreiner Mansion, gelistet im NRHP mit der Nr. 75001997

Nach der Volkszählung im Jahr 2000 lebten im Kerr County 43.653 Menschen in 17.813 Haushalten und 12.308 Familien. Die Bevölkerungsdichte betrug 15 Einwohner pro Quadratkilometer. Ethnisch betrachtet setzte sich die Bevölkerung zusammen aus 88,89 Prozent Weißen, 1,78 Prozent Afroamerikanern, 0,56 Prozent amerikanischen Ureinwohnern, 0,51 Prozent Asiaten, 0,05 Prozent Bewohnern aus dem pazifischen Inselraum und 6,60 Prozent aus anderen ethnischen Gruppen; 1,62 Prozent stammten von zwei oder mehr Ethnien ab. 19,13 Prozent der Einwohner waren spanischer oder lateinamerikanischer Abstammung.
Von den 17.813 Haushalten hatten 25,5 Prozent Kinder oder Jugendliche, die mit ihnen zusammen lebten. 56,8 Prozent waren verheiratete, zusammenlebende Paare 9,2 Prozent waren allein erziehende Mütter und 30,9 Prozent waren keine Familien. 27,5 Prozent waren Singlehaushalte und in 15,0 Prozent lebten Menschen im Alter von 65 Jahren oder darüber. Die durchschnittliche Haushaltsgröße betrug 2,35 und die durchschnittliche Familiengröße betrug 2,84 Personen.
22,7 Prozent der Bevölkerung war unter 18 Jahre alt, 6,7 Prozent zwischen 18 und 24, 22,2 Prozent zwischen 25 und 44, 23,5 Prozent zwischen 45 und 64 und 24,9 Prozent waren 65 Jahre alt oder älter. Das Medianalter betrug 44 Jahre. Auf 100 weibliche Personen kamen 92 männliche Personen und auf 100 Frauen im Alter von 18 Jahren oder darüber kamen 87,8 Männer.
Das jährliche Durchschnittseinkommen pro Haushalt betrug 34.283 USD und das Durchschnittseinkommen einer Familie 40.713 USD. Männer hatten ein Durchschnittseinkommen von 27.425 USD und Frauen 21.149 USD. Das Prokopfeinkommen betrug 19.767 USD. 10,3 Prozent der Familien und 14,5 Prozent der Einwohner lebten unterhalb der Armutsgrenze.

## Städte und Gemeinden
| - Camp Verde - Center Point - Hunt | - Ingram - Kerrville - Mountain Home |